# Clasificación para la Copa Asiática 2015
La clasificación para la Copa Asiática 2015 se desarrolló entre enero de 2013 y marzo de 2014.
En esta ocasión, las selecciones de Australia (país organizador), Japón, Corea del Sur (dos primeros de la Copa Asiática 2011), Corea del Norte (ganador de la Copa Desafío de la AFC 2012) y Palestina (ganador de la Copa Desafío de la AFC 2014) no tomaron parte del proceso clasificatorio al tener su cupo asegurado para el torneo final.

## Sorteo
El sorteo de la fase clasificatoria se llevó a cabo en Melbourne, Australia, el 9 de octubre de 2012 a las 18:00 horas UTC+11:00. La Confederación Asiática de Fútbol (AFC) decidió que los 20 equipos que participarán se dividan en cinco grupos de cuatro equipos cada uno. Los dos primeros de cada uno y el mejor de los terceros lugares clasificarán al torneo final de 2015.
| Bombo 1                                       | Bombo 2                                 | Bombo 3                                               | Bombo 4                                               |
| --------------------------------------------- | --------------------------------------- | ----------------------------------------------------- | ----------------------------------------------------- |
| - Uzbekistán - Catar - Jordania - Irán - Irak | - China - Baréin - Siria - UAE - Kuwait | - Arabia Saudita - Omán - Tailandia - Yemen - Vietnam | - Malasia - Singapur - Indonesia - Líbano - Hong Kong |

Los grupos de la fase clasificatoria quedaron conformados de la siguiente manera:
| Grupo A  | Grupo B   | Grupo C        | Grupo D | Grupo E                |
| -------- | --------- | -------------- | ------- | ---------------------- |
| Jordania | Irán      | Irak           | Catar   | Uzbekistán             |
| Siria    | Kuwait    | China          | Baréin  | Emiratos Árabes Unidos |
| Omán     | Tailandia | Arabia Saudita | Yemen   | Vietnam                |
| Singapur | Líbano    | Indonesia      | Malasia | Hong Kong              |

### Equipos que no participaron
Los siguientes equipos no entraron a la fase clasificatoria, ya que tendrán como vías para hacerlo por las ediciones de la Copa Desafío de la AFC de 2012 y 2014, clasificando a su fase final y quedando campeón:
| - Afganistán † ‡ - Bangladés † - Birmania† - Bután † - Brunéi ‡ - Camboya † ‡ - China Taipéi † ‡ | - Corea del Norte † - Filipinas † ‡ - Guam ‡ - India † ‡ - Islas Marianas del Norte ‡ - Kirguistán † ‡ - Laos † ‡ | - Macao † ‡ - Maldivas † ‡ - Mongolia † ‡ - Birmania † ‡ - Nepal † ‡ | - Pakistán † ‡ - Palestina † ‡ - Sri Lanka † ‡ - Tayikistán † ‡ - Turkmenistán † ‡ |

Notas
- † Elegible para la Clasificación para la Copa Desafío de la AFC 2012
- ‡ Elegible para la Clasificación para la Copa Desafío de la AFC 2014
- Timor Oriental fue el único país afiliado a la AFC que no fue elegible para la Copa Desafío de la AFC 2012 y 2014.

## Grupos

### Grupo A
| Pos. | Equipo   | Pts. | PJ | G | E | P | GF | GC | Dif. | Clasificación |
| ---- | -------- | ---- | -- | - | - | - | -- | -- | ---- | ------------- |
| 1    | Omán     | 14   | 6  | 4 | 2 | 0 | 7  | 1  | +6   | Clasificado   |
| 2    | Jordania | 12   | 6  | 3 | 3 | 0 | 10 | 3  | +7   | Clasificado   |
| 3    | Siria    | 4    | 6  | 1 | 1 | 4 | 7  | 7  | 0    |               |
| 4    | Singapur | 3    | 6  | 1 | 0 | 5 | 4  | 17 | −13  |               |

 Fuente: 
| 6-2-2013 | Omán           | 1–0     | Siria | Sultan Qaboos Sports Complex, Mascate               |                                                     |
|          | Al-Muqbali 39' | Reporte |       | Asistencia: 15,252 espectadores Árbitro(s): Tan Hai | Asistencia: 15,252 espectadores Árbitro(s): Tan Hai |

| 6-2-2013 | Jordania                                              | 4–0     | Singapur | King Abdullah Stadium, Amán                                   |                                                               |
|          | - Abdallah Deeb 18' - Bani Attiah 52' - Hayel 55' 74' | Reporte |          | Asistencia: 2,004 espectadores Árbitro(s): Valentin Kovalenko | Asistencia: 2,004 espectadores Árbitro(s): Valentin Kovalenko |

| 14-8-2013 | Singapur | 0–2     | Omán                      | Jalan Besar Stadium, Singapur                           |                                                         |
| |          | Reporte | - Said 15' - Al-Farsi 45' | Asistencia: 5,849 espectadores Árbitro(s): Masaaki Toma | Asistencia: 5,849 espectadores Árbitro(s): Masaaki Toma |
| Los partidos de la segunda jornada originalmente estaban para jugarse el 22 de marzo de 2013 pero al estar Omán y Jordania preparándose para la 2014 FIFA World Cup qualification AFC fourth round el 26 de marzo de 2013 fueron recalendarizados. |          |         |                           |                                                         |                                                         |

| 15-8-2013 | Siria        | 1–1     | Jordania     | PAS Stadium, Tehran, Irán.                                |                                                           |
| | Sahyouni 49' | Reporte | Al-Laham 57' | Asistencia: 200 espectadores Árbitro(s): Khalil Al Ghamdi | Asistencia: 200 espectadores Árbitro(s): Khalil Al Ghamdi |
| Los partidos de la segunda jornada originalmente estaban para jugarse el 22 de marzo de 2013 pero al estar Omán y Jordania preparándose para la 2014 FIFA World Cup qualification AFC fourth round el 26 de marzo de 2013 fueron recalendarizados. |              |         |              |                                                           |                                                           |

| 15-10-2013 | Singapur                    | 2–1     | Siria    | Jalan Besar Stadium, Singapur                           |                                                         |
|            | - Khairul 62' - Gabriel 82' | Reporte | Rafe 89' | Asistencia: 3,012 espectadores Árbitro(s): Kim Sang-Woo | Asistencia: 3,012 espectadores Árbitro(s): Kim Sang-Woo |

| 15-10-2013 | Jordania | 0–0     | Omán | King Abdullah Stadium, Amán                                |                                                            |
|            |          | Reporte |      | Asistencia: 6,423 espectadores Árbitro(s): Nawaf Shukralla | Asistencia: 6,423 espectadores Árbitro(s): Nawaf Shukralla |

| 15-11-2013 | Siria                                                  | 4–0     | Singapur | PAS Stadium, Tehran, Irán                           |                                                     |
|            | - Malki 10' - Al Douni 83' - Jafal 86' - Al Agha 90+1' | Reporte |          | Asistencia: 50 espectadores Árbitro(s): Minoru Tōjō | Asistencia: 50 espectadores Árbitro(s): Minoru Tōjō |

| 19-11-2013 | Siria | 0–1     | Omán           | PAS Stadium, Tehran, Irán                                  |                                                            |
|            |       | Reporte | Al-Farsi 90+1' | Asistencia: 200 espectadores Árbitro(s): Abdulrahman Abdou | Asistencia: 200 espectadores Árbitro(s): Abdulrahman Abdou |

| 31-1-2014 | Omán | 0–0     | Jordania | Sultan Qaboos Sports Complex, Mascate                         |                                                               |
| |      | Reporte |          | Asistencia: 7,000 espectadores Árbitro(s): Mohamed Al Zarouni | Asistencia: 7,000 espectadores Árbitro(s): Mohamed Al Zarouni |
| Los partidos entre Omán v Jordania de la jornada 4 y Singapur v Jordania de la jornada 5 fueron reprogramados de sus respectivas fechas del 15 y 19 de noviembre de 2013 debido a que Jordania tenía que jugar el 2014 FIFA World Cup qualification inter-confederation play-off el 14 y 20 de noviembre de 2013. |      |         |          |                                                               |                                                               |

| 4-2-2014 | Singapur           | 1–3     | Jordania                                     | Jalan Besar Stadium, Singapur                      |                                                    |
| | Khairul 84' (pen.) | Reporte | - Bawab 44' - Hayel 58' - Al-Rawashdeh 90+2' | Asistencia: 2,371 espectadores Árbitro(s): Tan Hai | Asistencia: 2,371 espectadores Árbitro(s): Tan Hai |
| Los partidos entre Omán v Jordania de la jornada 4 y Singapur v Jordania de la jornada 5 fueron reprogramados de sus respectivas fechas del 15 y 19 de noviembre de 2013 debido a que Jordania tenía que jugar el 2014 FIFA World Cup qualification inter-confederation play-off el 14 y 20 de noviembre de 2013. |                    |         |                                              |                                                    |                                                    |

| 5-3-2014 | Omán                                      | 3–1     | Singapur    | Sultan Qaboos Sports Complex, Mascate                   |                                                         |
|          | - Al Hosni 19' - Said 51' - Al-Hasani 69' | Reporte | Shahril 78' | Asistencia: 6,700 espectadores Árbitro(s): Ko Hyung-Jin | Asistencia: 6,700 espectadores Árbitro(s): Ko Hyung-Jin |

| 5-3-2014 | Jordania      | 2–1     | Siria       | Amman International Stadium, Amán                          |                                                            |
|          | Bawab 24' 61' | Reporte | Khribin 80' | Asistencia: 3,745 espectadores Árbitro(s): Ravshan Irmatov | Asistencia: 3,745 espectadores Árbitro(s): Ravshan Irmatov |

### Grupo B
| Pos. | Equipo    | Pts. | PJ | G | E | P | GF | GC | Dif. | Clasificación |
| ---- | --------- | ---- | -- | - | - | - | -- | -- | ---- | ------------- |
| 1    | Irán      | 16   | 6  | 5 | 1 | 0 | 18 | 5  | +13  | Clasificado   |
| 2    | Kuwait    | 9    | 6  | 2 | 3 | 1 | 10 | 7  | +3   | Clasificado   |
| 3    | Líbano    | 8    | 6  | 2 | 2 | 2 | 12 | 14 | −2   |               |
| 4    | Tailandia | 0    | 6  | 0 | 0 | 6 | 7  | 21 | −14  |               |

 Fuente: 
| 6-2-2013 | Irán                                                            | 5–0     | Líbano | Azadi Stadium, Tehran                                        |                                                              |
|          | - Ghoochannejhad 26' 62' - Nekounam 45+1' (pen.) 61' (pen.) 80' | Reporte |        | Asistencia: 19,733 espectadores Árbitro(s): Yuichi Nishimura | Asistencia: 19,733 espectadores Árbitro(s): Yuichi Nishimura |

| 6-2-2013 | Tailandia     | 1–3     | Kuwait                                        | Rajamangala Stadium, Bangkok                           |                                                        |
|          | Chanathip 76' | Reporte | - Theeraton 25' (a.g.) - Fadel 59' - Aman 65' | Asistencia: 15,000 espectadores Árbitro(s): Ryuji Sato | Asistencia: 15,000 espectadores Árbitro(s): Ryuji Sato |

| 22-3-2013 | Líbano                                                   | 5–2     | Tailandia        | Camille Chamoun Sports City Stadium, Beirut             |                                                         |
|           | - Chaito 6' 22' - Haidar 31' - Maatouk 72' - Onika 90+1' | Reporte | Thitipan 49' 85' | Asistencia: 7,000 espectadores Árbitro(s): Kim Dong-Jin | Asistencia: 7,000 espectadores Árbitro(s): Kim Dong-Jin |

| 26-3-2013 | Kuwait           | 1–1     | Irán        | Al Kuwait Sports Club Stadium, Kuwait City             |                                                        |
|           | Awadh 76' (pen.) | Reporte | Shojaei 45' | Asistencia: 12,321 espectadores Árbitro(s): Lee Min-Hu | Asistencia: 12,321 espectadores Árbitro(s): Lee Min-Hu |

| 15-10-2013 | Líbano      | 1–1     | Kuwait     | Camille Chamoun Sports City Stadium, Beirut                 |                                                             |
|            | Ghaddar 50' | Reporte | Nasser 26' | Asistencia: 15,000 espectadores Árbitro(s): Ravshan Irmatov | Asistencia: 15,000 espectadores Árbitro(s): Ravshan Irmatov |

| 15-10-2013 | Irán                                | 2–1     | Tailandia    | Azadi Stadium, Tehran                                        |                                                              |
|            | - Hosseini 67' - Ghoochannejhad 70' | Reporte | Teerasil 80' | Asistencia: 17,330 espectadores Árbitro(s): Abdullah Balideh | Asistencia: 17,330 espectadores Árbitro(s): Abdullah Balideh |

| 15-10-2013 | Tailandia | 0–3     | Irán                                                   | Rajamangala Stadium, Bangkok                            |                                                         |
|            |           | Reporte | - Dejagah 28' - Ghoochannejhad 42' - Jahanbakhsh 90+5' | Asistencia: 7,000 espectadores Árbitro(s): Ben Williams | Asistencia: 7,000 espectadores Árbitro(s): Ben Williams |

| 15-11-2013 | Kuwait | 0–0     | Líbano | Al Kuwait Sports Club Stadium, Kuwait City                   |                                                              |
|            |        | Reporte |        | Asistencia: 11,500 espectadores Árbitro(s): Khalil Al Ghamdi | Asistencia: 11,500 espectadores Árbitro(s): Khalil Al Ghamdi |

| 19-11-2013 | Líbano     | 1–4     | Irán                                                                   | Camille Chamoun Sports City Stadium, Beirut      |                                                  |
|            | Haidar 79' | Reporte | - Sadeghi 39' - Dejagah 51' - Nekounam 55' (pen.) - Ghoochannejhad 65' | Asistencia: 100 espectadores Árbitro(s): Tan Hai | Asistencia: 100 espectadores Árbitro(s): Tan Hai |

| 19-11-2013 | Kuwait                              | 3–1     | Tailandia   | Al Kuwait Sports Club Stadium, Kuwait City                    |                                                               |
|            | - Nasser 19' 71' - Awadh 56' (pen.) | Reporte | Mongkol 68' | Asistencia: 5,000 espectadores Árbitro(s): Valentin Kovalenko | Asistencia: 5,000 espectadores Árbitro(s): Valentin Kovalenko |

| 3-3-2014 | Irán                                              | 3–2     | Kuwait                     | Enghelab Stadium, Karaj                                       |                                                               |
|          | - Karimi 2' - Fadel 61' (a.g.) - Ansarifard 90+1' | Reporte | - Ali 18' - Al-Rashidi 89' | Asistencia: 7,000 espectadores Árbitro(s): Dmitriy Mashentsev | Asistencia: 7,000 espectadores Árbitro(s): Dmitriy Mashentsev |

| 5-3-2014 | Tailandia                          | 2–5     | Líbano                                                  | Rajamangala Stadium, Bangkok                              |                                                           |
|          | - Teeratep 23' (pen.) - Adisak 76' | Reporte | - Ghaddar 2' - Maatouk 18' 46' - Saad 45+1' - Antar 63' | Asistencia: 5,000 espectadores Árbitro(s): Yudai Yamamoto | Asistencia: 5,000 espectadores Árbitro(s): Yudai Yamamoto |

### Grupo C
| Pos. | Equipo         | Pts. | PJ | G | E | P | GF | GC | Dif. | Clasificación |
| ---- | -------------- | ---- | -- | - | - | - | -- | -- | ---- | ------------- |
| 1    | Arabia Saudita | 16   | 6  | 5 | 1 | 0 | 9  | 3  | +6   | Clasificado   |
| 2    | Irak           | 9    | 6  | 3 | 0 | 3 | 7  | 6  | +1   | Clasificado   |
| 3    | China          | 8    | 6  | 2 | 2 | 2 | 5  | 6  | −1   | Clasificado   |
| 4    | Indonesia      | 1    | 6  | 0 | 1 | 5 | 2  | 8  | −6   |               |

 Fuente: 
| 6-2-2013 | Irak        | 1–0     | Indonesia | Al-Rashid Stadium, Dubái, Emiratos Árabes Unidos       |                                                        |
|          | Mahmoud 66' | Reporte |           | Asistencia: 3,600 espectadores Árbitro(s): Minoru Tōjō | Asistencia: 3,600 espectadores Árbitro(s): Minoru Tōjō |

| 6-2-2013 | Arabia Saudita                 | 2–1     | China         | Prince Mohamed bin Fahd Stadium, Dammam                     |                                                             |
|          | - Al-Muwallad 23' - Hazazi 77' | Reporte | Zhao Xuri 29' | Asistencia: 20,000 espectadores Árbitro(s): Ravshan Irmatov | Asistencia: 20,000 espectadores Árbitro(s): Ravshan Irmatov |

| 22-3-2013 | China          | 1–0     | Irak | Helong Stadium, Changsha                                 |                                                          |
|           | Yu Dabao 90+3' | Reporte |      | Asistencia: 31,621 espectadores Árbitro(s): Ben Williams | Asistencia: 31,621 espectadores Árbitro(s): Ben Williams |

| 23-3-2013 | Indonesia | 1–2     | Arabia Saudita   | Gelora Bung Karno Stadium, Yakarta                         |                                                            |
|           | Boaz 5'   | Reporte | Al-Salem 14' 55' | Asistencia: 75,000 espectadores Árbitro(s): Kim Jong-Hyeok | Asistencia: 75,000 espectadores Árbitro(s): Kim Jong-Hyeok |

| 15-10-2013 | Indonesia | 1–1     | China     | Gelora Bung Karno Stadium, Yakarta                                |                                                                   |
|            | Boaz 67'  | Reporte | Wu Xi 36' | Asistencia: 500 espectadores Árbitro(s): Abdul Malik Abdul Bashir | Asistencia: 500 espectadores Árbitro(s): Abdul Malik Abdul Bashir |

| 15-10-2013 | Irak | 0–2     | Arabia Saudita                  | Amman International Stadium, Amán, Jordania                    |                                                                |
|            |      | Reporte | - Hawsawi 34' - Al-Shamrani 78' | Asistencia: 12,000 espectadores Árbitro(s): Abdullah Al Hilali | Asistencia: 12,000 espectadores Árbitro(s): Abdullah Al Hilali |

| 15-11-2013 | China        | 1–0     | Indonesia | Shaanxi Province Stadium, Xi'an                         |                                                         |
|            | Wu Lei 45+1' | Reporte |           | Asistencia: 33,217 espectadores Árbitro(s): Peter Green | Asistencia: 33,217 espectadores Árbitro(s): Peter Green |

| 15-11-2013 | Arabia Saudita                    | 2–1     | Irak          | Prince Mohamed bin Fahd Stadium, Dammam                  |                                                          |
|            | - Al-Jassim 18' - Al-Shamrani 60' | Reporte | Mahmoud 45+1' | Asistencia: 21,600 espectadores Árbitro(s): Masaaki Toma | Asistencia: 21,600 espectadores Árbitro(s): Masaaki Toma |

| 19-11-2013 | China | 0–0     | Arabia Saudita | Shaanxi Province Stadium, Xi'an                          |                                                          |
|            |       | Reporte |                | Asistencia: 36,016 espectadores Árbitro(s): Kim Dong-Jin | Asistencia: 36,016 espectadores Árbitro(s): Kim Dong-Jin |

| 19-11-2013 | Indonesia | 0–2     | Irak                            | Gelora Bung Karno Stadium, Yakarta                       |                                                          |
|            |           | Reporte | - Ahmed 27' - Jassim 32' (pen.) | Asistencia: 300 espectadores Árbitro(s): Ravshan Irmatov | Asistencia: 300 espectadores Árbitro(s): Ravshan Irmatov |

| 5-3-2014 | Irak                          | 3–1     | China                  | Sharjah Stadium, Sharjah, Emiratos Árabes Unidos            |                                                             |
|          | - Mahmoud 23' 43' - Adnan 58' | Reporte | Zhang Xizhe 73' (pen.) | Asistencia: 5,000 espectadores Árbitro(s): Yuichi Nishimura | Asistencia: 5,000 espectadores Árbitro(s): Yuichi Nishimura |

| 5-3-2014 | Arabia Saudita  | 1–0     | Indonesia | Prince Mohamed bin Fahd Stadium, Dammam                     |                                                             |
|          | Al-Muwallad 87' | Reporte |           | Asistencia: 9,500 espectadores Árbitro(s): Ammar Al-Jeneibi | Asistencia: 9,500 espectadores Árbitro(s): Ammar Al-Jeneibi |

### Grupo D
| Pos. | Equipo  | Pts. | PJ | G | E | P | GF | GC | Dif. | Clasificación |
| ---- | ------- | ---- | -- | - | - | - | -- | -- | ---- | ------------- |
| 1    | Baréin  | 14   | 6  | 4 | 2 | 0 | 7  | 1  | +6   | Clasificado   |
| 2    | Catar   | 13   | 6  | 4 | 1 | 1 | 13 | 2  | +11  | Clasificado   |
| 3    | Malasia | 7    | 6  | 2 | 1 | 3 | 5  | 7  | −2   |               |
| 4    | Yemen   | 0    | 6  | 0 | 0 | 6 | 3  | 18 | −15  |               |

 Fuente: 
| 6-2-2013 | Yemen | 0–2     | Baréin                    | Sharjah Stadium, Sharjah, Emiratos Árabes Unidos          |                                                           |
|          |       | Reporte | - Aaish 49' - Al Amer 85' | Asistencia: 450 espectadores Árbitro(s): Khalil Al Ghamdi | Asistencia: 450 espectadores Árbitro(s): Khalil Al Ghamdi |

| 6-2-2013 | Catar                       | 2–0     | Malasia | Jassim Bin Hamad Stadium, Doha                             |                                                            |
|          | - Ibrahim 55' - Ahmed 90+3' | Reporte |         | Asistencia: 7,320 espectadores Árbitro(s): Alireza Faghani | Asistencia: 7,320 espectadores Árbitro(s): Alireza Faghani |

| 22-3-2013 | Malasia                      | 2–1     | Yemen        | Shah Alam Stadium, Shah Alam                            |                                                         |
|           | - Azamuddin 27' - Khyril 80' | Reporte | Al-Hagri 12' | Asistencia: 80,000 espectadores Árbitro(s): Peter Green | Asistencia: 80,000 espectadores Árbitro(s): Peter Green |

| 22-3-2013 | Baréin    | 1–0     | Catar | Bahrain National Stadium, Riffa                               |                                                               |
|           | Aaish 20' | Reporte |       | Asistencia: 1,950 espectadores Árbitro(s): Abdullah Al Hilali | Asistencia: 1,950 espectadores Árbitro(s): Abdullah Al Hilali |

| 13-10-2013 | Catar                                                                | 6–0     | Yemen | Thani bin Jassim Stadium, Doha                                 |                                                                |
|            | - Ibrahim 4' (pen.) 61' 76' - Al-Haydos 24' - Soria 70' - Afif 90+1' | Reporte |       | Asistencia: 11,920 espectadores Árbitro(s): Valentin Kovalenko | Asistencia: 11,920 espectadores Árbitro(s): Valentin Kovalenko |

| 15-10-2013 | Malasia        | 1–1     | Baréin      | Shah Alam Stadium, Shah Alam                          |                                                       |
|            | Norshahrul 70' | Reporte | Saleh 45+1' | Asistencia: 6,500 espectadores Árbitro(s): Ryuji Sato | Asistencia: 6,500 espectadores Árbitro(s): Ryuji Sato |

| 15-11-2013 | Yemen       | 1–4     | Catar                                            | Sheikh Khalifa International Stadium, Al Ain, Emiratos Árabes Unidos |                                                         |
|            | Al-Sasi 26' | Reporte | - Soria 3' - Hassan 32' - Kasola 54' - Jeddo 68' | Asistencia: 350 espectadores Árbitro(s): Marai Al Awaji              | Asistencia: 350 espectadores Árbitro(s): Marai Al Awaji |

| 15-11-2013 | Baréin          | 1–0     | Malasia | Bahrain National Stadium, Riffa                         |                                                         |
|            | Abdul-Latif 72' | Reporte |         | Asistencia: 2,000 espectadores Árbitro(s): Mohsen Torky | Asistencia: 2,000 espectadores Árbitro(s): Mohsen Torky |

| 19-11-2013 | Malasia | 0–1     | Catar      | Shah Alam Stadium, Shah Alam                            |                                                         |
|            |         | Reporte | Al-Ali 65' | Asistencia: 4,079 espectadores Árbitro(s): Kim Sang-Woo | Asistencia: 4,079 espectadores Árbitro(s): Kim Sang-Woo |

| 19-11-2013 | Baréin                   | 2–0     | Yemen | Bahrain National Stadium, Riffa                           |                                                           |
|            | - Salmeen 2' - Aaish 88' | Reporte |       | Asistencia: 600 espectadores Árbitro(s): Yuichi Nishimura | Asistencia: 600 espectadores Árbitro(s): Yuichi Nishimura |

| 5-3-2014 | Yemen         | 1–2     | Malasia                | Tahnoun bin Mohammed Stadium, Al Ain, Emiratos Árabes Unidos |                                                             |
|          | Al-Sarori 60' | Reporte | - Amri 16' - Fakri 77' | Asistencia: 311 espectadores Árbitro(s): Valentin Kovalenko  | Asistencia: 311 espectadores Árbitro(s): Valentin Kovalenko |

| 5-3-2014 | Catar | 0–0     | Baréin | Thani bin Jassim Stadium, Doha                               |                                                              |
|          |       | Reporte |        | Asistencia: 12,878 espectadores Árbitro(s): Fahad Al-Mirdasi | Asistencia: 12,878 espectadores Árbitro(s): Fahad Al-Mirdasi |

### Grupo E
| Pos. | Equipo                 | Pts. | PJ | G | E | P | GF | GC | Dif. | Clasificación |
| ---- | ---------------------- | ---- | -- | - | - | - | -- | -- | ---- | ------------- |
| 1    | Emiratos Árabes Unidos | 16   | 6  | 5 | 1 | 0 | 18 | 3  | +15  | Clasificado   |
| 2    | Uzbekistán             | 11   | 6  | 3 | 2 | 1 | 10 | 4  | +6   | Clasificado   |
| 3    | Hong Kong              | 4    | 6  | 1 | 1 | 4 | 2  | 13 | −11  |               |
| 4    | Vietnam                | 3    | 6  | 1 | 0 | 5 | 5  | 15 | −10  |               |

 Fuente: 
| 6-2-2013 | Uzbekistán | 0–0     | Hong Kong | Pakhtakor Markaziy Stadium, Taskent                       |                                                           |
|          |            | Reporte |           | Asistencia: 16,287 espectadores Árbitro(s): Ali Abdulnabi | Asistencia: 16,287 espectadores Árbitro(s): Ali Abdulnabi |

| 6-2-2013 | Vietnam            | 1–2     | Emiratos Árabes Unidos          | Mỹ Đình National Stadium, Hanói                             |                                                             |
|          | Huỳnh Quốc Anh 59' | Reporte | - Khalil 6' (pen.) - Fardan 67' | Asistencia: 7,200 espectadores Árbitro(s): Strebre Delovski | Asistencia: 7,200 espectadores Árbitro(s): Strebre Delovski |

| 22-3-2013 | Hong Kong       | 1–0     | Vietnam | Mong Kok Stadium, Hong Kong                                  |                                                              |
|           | Chan Wai Ho 87' | Reporte |         | Asistencia: 6,639 espectadores Árbitro(s): Abdulrahman Abdou | Asistencia: 6,639 espectadores Árbitro(s): Abdulrahman Abdou |

| 22-3-2013 | Emiratos Árabes Unidos      | 2–1     | Uzbekistán | Mohammed Bin Zayed Stadium, Abu Dhabi               |                                                     |
|           | - Khalil 58' - Mabkhout 61' | Reporte | Gadoev 16' | Asistencia: 21,357 espectadores Árbitro(s): Tan Hai | Asistencia: 21,357 espectadores Árbitro(s): Tan Hai |

| 15-10-2013 | Hong Kong | 0–4     | Emiratos Árabes Unidos               | Hong Kong Stadium, Hong Kong                              |                                                           |
|            |           | Reporte | - Mabkhout 30' 55' 90' - Abbas 90+5' | Asistencia: 7,923 espectadores Árbitro(s): Kim Jong-Hyeok | Asistencia: 7,923 espectadores Árbitro(s): Kim Jong-Hyeok |

| 15-10-2013 | Uzbekistán                                              | 3–1     | Vietnam                | Pakhtakor Markaziy Stadium, Taskent                     |                                                         |
|            | - Rashidov 69' - Âu Văn Hoàn 74' (a.g.) - Sergeev 90+2' | Reporte | Nguyễn Trọng Hoàng 77' | Asistencia: 5,675 espectadores Árbitro(s): Mohsen Torky | Asistencia: 5,675 espectadores Árbitro(s): Mohsen Torky |

| 15-11-2013 | Vietnam | 0–3     | Uzbekistán                                 | Mỹ Đình National Stadium, Hanói                           |                                                           |
|            |         | Reporte | - Shodiev 40' - Sergeev 46' - Rashidov 89' | Asistencia: 9,000 espectadores Árbitro(s): Kim Jong-Hyeok | Asistencia: 9,000 espectadores Árbitro(s): Kim Jong-Hyeok |

| 15-11-2013 | Emiratos Árabes Unidos                                     | 4–0     | Hong Kong | Mohammed Bin Zayed Stadium, Abu Dhabi                       |                                                             |
|            | - Saleh 27' - Abbas 40' - Abdulrahman 80' - Al Hammadi 88' | Reporte |           | Asistencia: 10,871 espectadores Árbitro(s): Alireza Faghani | Asistencia: 10,871 espectadores Árbitro(s): Alireza Faghani |

| 19-11-2013 | Hong Kong | 0–2     | Uzbekistán                  | Hong Kong Stadium, Hong Kong                               |                                                            |
|            |           | Reporte | - Shodiev 84' - Ahmedov 89' | Asistencia: 5,679 espectadores Árbitro(s): Nawaf Shukralla | Asistencia: 5,679 espectadores Árbitro(s): Nawaf Shukralla |

| 19-11-2013 | Emiratos Árabes Unidos                                             | 5–0     | Vietnam | Mohammed Bin Zayed Stadium, Abu Dhabi                 |                                                       |
|            | - Abbas 19' - Matar 25' - Mabkhout 31' - Fardan 37' - Khalil 90+2' | Reporte |         | Asistencia: 9,674 espectadores Árbitro(s): Ryuji Sato | Asistencia: 9,674 espectadores Árbitro(s): Ryuji Sato |

| 5-3-2014 | Uzbekistán  | 1–1     | Emiratos Árabes Unidos | Bunyodkor Stadium, Taskent                               |                                                          |
|          | Sergeev 85' | Reporte | Al Hammadi 67'         | Asistencia: 15,000 espectadores Árbitro(s): Kim Sang-Woo | Asistencia: 15,000 espectadores Árbitro(s): Kim Sang-Woo |

| 5-3-2014 | Vietnam                                                            | 3–1     | Hong Kong       | Mỹ Đình National Stadium, Hanói                                         |                                                                         |
|          | - Huỳnh Quốc Anh 24' - Nguyễn Anh Đức 68' - Nguyễn Trọng Hoàng 83' | Reporte | Lo Kwan Yee 81' | Asistencia: 5,800 espectadores Árbitro(s): Mohd Amirul Izwan Bin Yaacob | Asistencia: 5,800 espectadores Árbitro(s): Mohd Amirul Izwan Bin Yaacob |

### Mejor tercero
El mejor equipo de estos cinco se determinará de la siguiente manera:
1. Mayor número de puntos obtenidos en todos los partidos de grupo
2. Diferencia de goles en todos los partidos de grupo
3. Mayor número de goles marcados en todos los partidos de grupo
4. Menos puntos calculados de acuerdo con el número de tarjetas amarillas y rojas recibidas en los partidos de grupo (1 punto por cada tarjeta amarilla, 3 puntos por cada tarjeta roja, como consecuencia de dos tarjetas amarillas, 3 puntos por cada tarjeta roja directa, 4 puntos para cada tarjeta amarilla seguida por una tarjeta roja directa)
5. Sorteo por parte de la comisión organizadora de la AFC

| Pos. | Grp. | Equipo    | Pts. | PJ | G | E | P | GF | GC | Dif. | Clasificación |
| ---- | ---- | --------- | ---- | -- | - | - | - | -- | -- | ---- | ------------- |
| 1    | C    | China     | 8    | 6  | 2 | 2 | 2 | 5  | 6  | −1   | Clasificado   |
| 2    | B    | Líbano    | 8    | 6  | 2 | 2 | 2 | 12 | 14 | −2   |               |
| 3    | D    | Malasia   | 7    | 6  | 2 | 1 | 3 | 5  | 7  | −2   |               |
| 4    | A    | Siria     | 4    | 6  | 1 | 1 | 4 | 7  | 7  | 0    |               |
| 5    | E    | Hong Kong | 4    | 6  | 1 | 1 | 4 | 2  | 13 | −11  |               |

 Fuente: 

## Equipos clasificados
| País                   | Vía de clasificación                      | Fecha de clasificación  | Apariciones previas1                                                         |
| ---------------------- | ----------------------------------------- | ----------------------- | ---------------------------------------------------------------------------- |
| Australia              | Anfitrión2                                | 3 de enero de 2011      | 2 (2007 y 2011)                                                              |
| Japón                  | Campeón de la Copa Asiática 2011.         | 25 de enero de 2011     | 7 (1988, 1992, 1996, 2000, 2004, 2007 y 2011)                                |
| Corea del Sur          | Tercer lugar de la Copa Asiática 2011.    | 28 de enero de 2011     | 12 (1956, 1960, 1964, 1972, 1980, 1984, 1988, 1996, 2000, 2004, 2007 y 2011) |
| Corea del Norte        | Campeón de la Copa Desafío de la AFC 2012 | 19 de marzo de 2012     | 3 (1980, 1992 y 2011)                                                        |
| Baréin                 | Ganador del Grupo D                       | 15 de noviembre de 2013 | 4 (1988, 2004, 2007 y 2011)                                                  |
| Emiratos Árabes Unidos | Ganador del Grupo E                       | 15 de noviembre de 2013 | 8 (1980, 1984, 1988, 1992, 1996, 2004, 2007 y 2011)                          |
| Arabia Saudita         | Ganador del Grupo C                       | 15 de noviembre de 2013 | 8 (1984, 1988, 1992, 1996, 2000, 2004, 2007 y 2011)                          |
| Omán                   | Ganador del Grupo A                       | 19 de noviembre de 2013 | 2 (2004 y 2007)                                                              |
| Uzbekistán             | Segundo del Grupo E                       | 19 de noviembre de 2013 | 5 (1996, 2000, 2004, 2007 y 2011)                                            |
| Catar                  | Segundo del Grupo D                       | 19 de noviembre de 2013 | 8 (1980, 1984, 1988, 1992, 2000, 2004, 2007 y 2011)                          |
| Irán                   | Ganador del Grupo B                       | 19 de noviembre de 2013 | 12 (1968, 1972, 1976, 1980, 1984, 1988, 1992, 1996, 2000, 2004, 2007 y 2011) |
| Kuwait                 | Segundo del Grupo B                       | 19 de noviembre de 2013 | 9 (1972, 1976, 1980, 1984, 1988, 1996, 2000, 2004 y 2011)                    |
| Jordania               | Segundo del Grupo A                       | 4 de febrero de 2014    | 2 (2004 y 2011)                                                              |
| Irak                   | Segundo del Grupo C                       | 5 de marzo de 2014      | 7 (1972, 1976, 1996, 2000, 2004, 2007 y 2011)                                |
| China                  | Mejor tercero                             | 5 de marzo de 2014      | 10 (1976, 1980, 1984, 1988, 1992, 1996, 2000, 2004, 2007 y 2011)             |
| Palestina              | Campeón de la Copa Desafío de la AFC 2014 | 30 de mayo de 2014      | Ninguna                                                                      |

1 La negrita indica el año en que fue campeón.
2 Australia también clasificó al ser subcampeona de la Copa Asiática 2011.

## Goleadores
5 goles
- Reza Ghoochannejhad
- Ali Mabkhout

4 goles
- Javad Nekounam
- Younis Mahmoud
- Khalfan Ibrahim

3 goles
- Faouzi Aaish
- Tha'er Bawab
- Ahmad Hayel
- Yousef Nasser
- Hassan Maatouk
- Walid Abbas
- Ahmed Khalil
- Igor Sergeev

2 goles
- Boaz Solossa
- Ashkan Dejagah
- Fahad Awadh
- Hassan Chaito
- Mohammed Ghaddar
- Mohamad Haidar
- Eid Al-Farsi
- Qasim Said
- Sebastián Soria
- Fahad Al-Muwallad
- Yousef Al-Salem
- Nasser Al-Shamrani
- Khairul Amri
- Thitipan Puangchan
- Ismail Al Hammadi
- Habib Fardan
- Sardor Rashidov
- Vokhid Shodiev
- Huỳnh Quốc Anh
- Nguyễn Trọng Hoàng

1 gol
- Ismail Abdul-Latif
- Saad Al Amer
- Abdulla Saleh
- Mohamed Salmeen
- Wu Lei
- Wu Xi
- Yu Dabao
- Zhang Xizhe
- Zhao Xuri
- Chan Wai Ho
- Lo Kwan Yee
- Karim Ansarifard
- Jalal Hosseini
- Alireza Jahanbakhsh
- Yaghoub Karimi
- Amir Hossein Sadeghi
- Masoud Shojaei
- Ali Adnan
- Hammadi Ahmad
- Karrar Jassim
- Mossab Al-Laham
- Yusuf Al-Rawashdeh
- Khalil Bani Attiah
- Abdallah Deeb
- Fahad Al-Rashidi
- Waleed Ali
- Hamad Aman
- Hussain Fadel
- Abbas Ali Atwi
- Roda Antar
- Soony Saad
- Azamuddin Akil
- Mohd Amri Yahyah
- Ahmad Fakri Saarani
- Khyril Muhymeen
- Norshahrul Idlan Talaha
- Sami Al-Hasani
- Amad Al Hosni
- Abdulaziz Al-Muqbali
- Ali Afif
- Yusef Ahmed
- Abdulkarim Al-Ali
- Hassan Al-Haydos
- Abdelkarim Hassan
- Jeddo
- Mohammed Kasola
- Taisir Al-Jassim
- Osama Hawsawi
- Naif Hazazi
- Shahril Ishak
- Gabriel Quak
- Ahmad Al Douni
- Abdul Fattah Al Agha
- Oday Jafal
- Omar Khribin
- Sanharib Malki
- Raja Rafe
- Burhan Sahyouni
- Adisak Kraisorn
- Chanathip Songkrasin
- Mongkol Tossakrai
- Teerasil Dangda
- Teeratep Winothai
- Omar Abdulrahman
- Ismail Matar
- Salem Saleh
- Odil Ahmedov
- Shohruh Gadoev
- Nguyễn Anh Đức
- Ayman Al-Hagri
- Mohammed Al-Sarori
- Ala'a Al-Sasi

Autogoles
- Hussain Fadel (ante Irán)
- Theeraton Bunmathan (ante Kuwait)
- Âu Văn Hoàn (ante Uzbekistan)